# Белебей (станция)
Белебе́й — железнодорожная станция Башкирского региона Куйбышевской железной дороги, в городе Белебее Республики Башкортостан. Грузовая станция. Пассажирское движение прекращено в 90-е годы XX века. На данный момент следуют грузовые поезда на оптовую базу, завод «Автонормаль», элеватор, базу металлолома. Путевое хозяйство в плохом состоянии. Ремонт или демонтаж путей и путевых объектов не планируется.

## Коммерческие операции
- Пр/выд. повагонных отправок грузов (откр. площ.).
- Пр/выд. мелких отправок грузов (крытые склады).
- Пр/выд. поваг. и мелк. отправок (подъездн. пути).
- Пр/выд. повагонных отправок грузов (крытые склады).
- Пр/выд. грузов в универсальных контейнерах (3 и 5 т).
- Пр/выд. мелких отправок грузов (откр. площ).